# Джон-Арык (Таласская область)
Джон-Арык (кирг. Жон-Арык) — село в Таласском районе Таласской области Кыргызстана. Административный центр Нуржановского аильного округа. Код СОАТЕ — 41707 232 832 01 0.

## Население
По данным переписи 2009 года, в селе проживало 3014 человек.